# Głuchołazy (nádraží)
Głuchołazy jsou železniční stanice, která se nachází ve stejnojmenném městě. Ve stanicí se setkávají tratě Šumperk – Krnov a Nowy Świętów – Głuchołazy Zdrój. Ve stanici úvraťují vlaky od Krnova na Jeseník a opačně, ale nástup a výstup do/z těchto vlaků je zde možný až od roku 2006.